# Wolfgang Templin

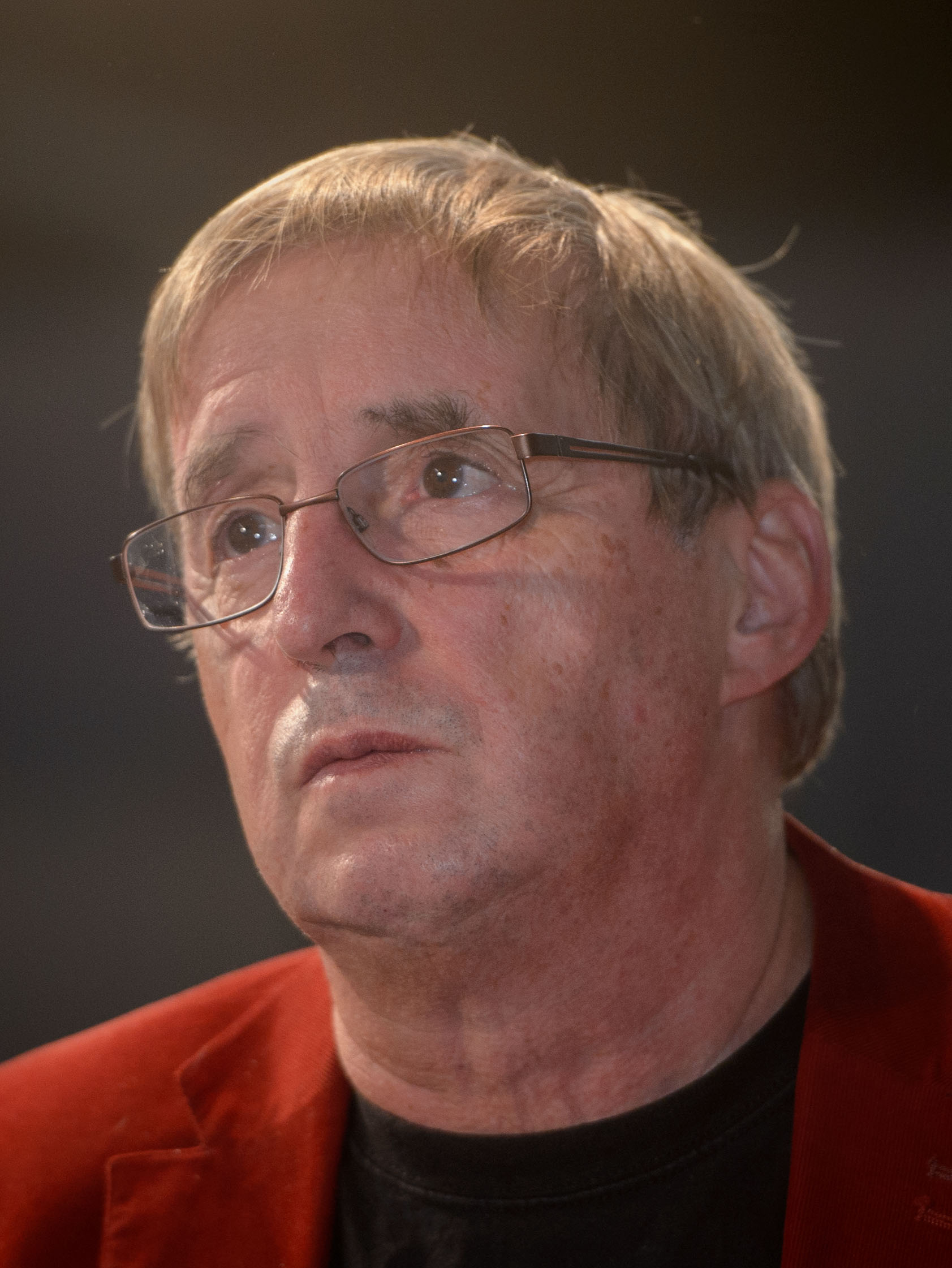
Wolfgang Templin (2015)

Wolfgang Templin (* 25. November 1948 in Jena) ist ein deutscher DDR-Bürgerrechtler und Publizist. Er war Mitbegründer von Bündnis 90. Von 2010 bis 2014 war er Leiter des Warschauer Auslandsbüros der Heinrich-Böll-Stiftung.

## Leben

### Ausbildung und Studium
Templin wuchs in der DDR auf und begann nach dem Abitur 1965 zunächst eine Lehre als Buchdrucker, welche er jedoch nicht beenden konnte. Von 1966 bis 1968 erlernte er den Beruf des Bibliotheksfacharbeiters und besuchte im Anschluss bis 1970 eine Ausbildung für Information und Dokumentation an der Fachschule für Bibliothekswesen in Ost-Berlin.
Ab 1970 absolvierte Templin ein Philosophie-Studium an der Humboldt-Universität zu Berlin, welches er 1974 abschloss. 1970 trat er der SED bei und wurde FDJ-Sekretär. Von Januar 1973 bis zu seiner vorsätzlichen Dekonspiration im Oktober 1975 war Templin als IME „Peter“ für das Ministerium für Staatssicherheit tätig. Bei seiner freiwilligen Enttarnung vor einer studentischen Gesprächsgruppe gab er dabei umfassend Auskunft über Art und Umfang seiner inoffiziellen Tätigkeit. Im Anschluss an sein Studium begann er seine Dissertation als Forschungsstudent an der HU-Berlin. Dort beteiligte er sich an illegalen trotzkistischen Studentenzirkeln. Von 1976 bis 1977 studierte er an der Universität Warschau und knüpfte erste Kontakte zur polnischen Opposition, wie beispielsweise dem Komitee zur Verteidigung der Arbeiter (KOR). Von 1977 bis 1983 war er Mitarbeiter am Zentralinstitut für Philosophie der Akademie der Wissenschaften der DDR und beteiligte sich an der Arbeit unabhängiger kirchennaher Friedens- und Menschenrechtsgruppen. Hieraufhin blieb ihm ein Abschluss seiner Promotion verwehrt, weshalb er nach seiner Entlassung aus dem Zentralinstitut 1983 aus der SED austrat. Er verlor seine Stelle, erhielt ein Berufsverbot als Philosoph und Bibliothekar und arbeitete zwischenzeitlich als Putzhilfe, Waldarbeiter und Heizer.

### Wirken im Vereinigungsprozess

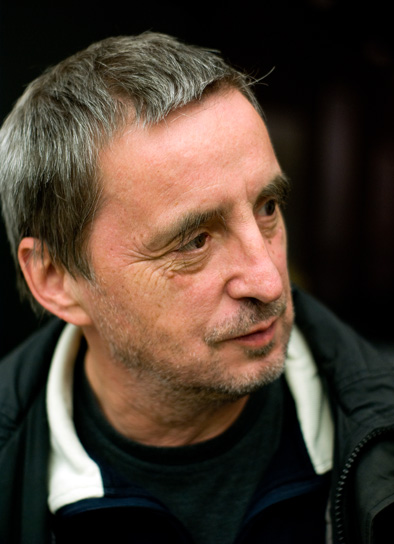
Wolfgang Templin (2008)

1985 war er Mitbegründer der Menschenrechtsgruppe Initiative Frieden und Menschenrechte (IFM), die Protestaktionen gegen Menschenrechtsverletzungen durchführte. Er war Mitherausgeber der Samisdat-Zeitschrift Grenzfall. Mehrfach stellte er seine Wohnung für Treffen von DDR-Kritikern und Dissidenten zur Verfügung und hielt Kontakt zu diversen Oppositionsgruppen. Von der Staatssicherheit wurde er überwacht und mit Zersetzungsmaßnahmen belegt. So leitete das MfS gegen Templin den Operativen Vorgang „Verräter“ ein, um ihn psychisch unter Druck zu setzen. Der verheiratete Templin wurde unter anderem mit Anfragen auf eine angeblich von ihm geschaltete Kontaktanzeige sowie „Unterhaltsforderungen“ bezüglich eines angeblich von ihm gezeugten, außerehelichen Kindes konfrontiert. Am 25. Januar 1988 wurde er als Teilnehmer an Protestaktionen im Rahmen der Liebknecht-Luxemburg-Demonstration in Berlin mit seiner Frau Lotte und weiteren Oppositionellen wie Bärbel Bohley, Stephan Krawczyk und Freya Klier wegen „landesverräterischer Agententätigkeit“ verhaftet und zur Ausreise in die Bundesrepublik Deutschland gezwungen, wo er zunächst in Bochum ein weiteres Studium begann.
Im Anschluss an die Friedliche Revolution ging er wieder in die DDR und nahm für die IFM am Runden Tisch teil und war deren Sprecher. Zudem war er Mitglied im Redaktionsbeirat der Zeitung die andere, Projektmitarbeiter des DGB sowie Mitarbeiter der Volkskammerfraktion Bündnis 90. Über die nordrhein-westfälische Landesliste der Grünen kandidierte er 1990 für den Bundestag. 1991 gehörte er zu den Gründern der Partei Bündnis 90. 1996 wurde er als Mitglied der Grünen gestrichen.

### Leben nach der friedlichen Revolution von 1989
1992 nahm Templin im Mauermuseum an einem „Täter-und-Opfer-Gespräch“ mit seinem ehemaligen Stasi-Spitzel Lothar Pawliczak teil, der ihn mit einer kurzen Unterbrechung von 1969 bis zum Ende des SED-Regimes bespitzelt hatte. Letztlich ließ sich aber zwischen den beiden ehemaligen Freunden kein Konsens bei der Beurteilung der gemeinsamen Geschichte erzielen.
1994 bis 1996 war er Referent für Presse- und Öffentlichkeitsarbeit im Haus am Checkpoint Charlie und anschließend freiberuflich als Publizist und Mitarbeiter in der politischen Erwachsenenbildung tätig. Er veröffentlichte mehrere Publikationen zur DDR-Geschichte, dem deutschen Vereinigungsprozess und aktuellen Entwicklungen in Mittel- und Osteuropa und beteiligte sich am internationalen Oppositionshandbuch „Lexikon der Dissidenten“ der polnischen Organisation Karta und der Robert-Havemann-Gesellschaft. 
Templin ist Gründungsmitglied des Bürgerbüros zur Aufarbeitung von Folgeschäden der SED-Diktatur sowie Mitglied der Grünen Akademie bei der Heinrich-Böll-Stiftung. Zudem war er Vorstandsmitglied des Trägervereins der Gedenkbibliothek zu Ehren der Opfer des Kommunismus in Berlin.
Seit 2001 war er Projektmitarbeiter der Initiative „Mittel- und Osteuropa“ (MOE) und arbeitete am Studienreiseprogramm der Bundeszentrale für politische Bildung mit.
Im Jahre 2001 protestierte er anlässlich des 40. Jahrestages des Mauerbaus gegen die Zusammenarbeit von SPD und PDS in Berlin. Im Unterschied zu anderen Ex-Bürgerrechtlern aus der DDR hielt Templin die Verwendung des Begriffs „Montagsdemonstrationen“ im Zusammenhang mit den Protesten gegen die Hartz-Reformen der Bundesregierung für legitim.
Als freier Autor schrieb er unter anderem für die Zeit, den Tagesspiegel und die Frankfurter Rundschau. 2009 spielte er in dem Stück vom Widerstehen am Hans-Otto-Theater in Potsdam mit.
Wolfgang Templin war wissenschaftlicher Mitarbeiter bei der Bundesbeauftragten für die Unterlagen des Staatssicherheitsdienstes der ehemaligen DDR und war von Juli 2010 bis Dezember 2013 Büroleiter der Heinrich-Böll-Stiftung in Warschau.

## Ehrungen
- 2008: Kavalierkreuz des Verdienstordens der Republik Polen
- 2009: Dialog-Preis der Deutsch-Polnischen Gesellschaft.[14]
- 2010: Dankesmedaille des Europäischen Zentrums der Solidarität[15]
- 2015: Viadrina-Preis der Europa-Universität Viadrina[16]
- 2016: Bundesverdienstkreuz 1. Klasse
- 2018: Verdienstorden des Landes Berlin[17]

## Werke (Auswahl)
- Farbenspiele. Die Ukraine nach der Revolution in Orange. fibre, Osnabrück 2007, ISBN 978-3-938400-22-7
- Dreizack und Roter Stern. Geschichtspolitik und historisches Gedächtnis in der Ukraine (mit Christiane Schubert). Metropol-Verlag, Berlin 2015, ISBN 978-3-86331-232-9
- Der Kampf um Polen. Die abenteuerliche Geschichte der Zweiten Polnischen Republik 1918–1939. Ferdinand Schöningh, Paderborn 2018, ISBN 978-3-506-78757-6
- Revolutionär und Staatsgründer. Józef Piłsudski – Eine Biografie. Ch. Links, Berlin 2022, ISBN 978-3-96289-152-7.[18]